# Lago Vista, Texas
Lago Vista là một thành phố thuộc quận Travis, tiểu bang Texas, Hoa Kỳ. Năm 2010, dân số của xã này là 6041 người.